# Сысоевский сельсовет (Московская область)
Сысоевский сельсовет — упразднённая административно-территориальная единица, существовавшая на территории Московской губернии и Московской области до 1954 года.
Сысоевский сельсовет был образован в первые годы советской власти. По данным 1918 года он входил в состав Дмитровской волости Дмитровского уезда Московской губернии.
В 1923 году к Сысоевскому с/с был присоединён Савёловский с/с.
По данным 1926 года в состав сельсовета входили село Сысоево, деревни Горшково, Матвеево и Савелево.
В 1929 году Сысоевский с/с был отнесён к Дмитровскому району Московского округа Московской области.
27 февраля 1935 года Сысоевский с/с был передан в Коммунистический район.
4 января 1939 года Сысоевский с/с был возвращён в Дмитровский район.
17 июля 1939 года к Сысоевскому с/с были присоединены Кончинский (селения Кончинино, Дубровки, Спиридово, посёлок фабрики имени 1 мая и посёлок областной болотной станции) и Подмошский (селения Подмошье и Зверково) с/с.
28 декабря 1951 года из Волдынского с/с в Сысоевский были переданы селения Высоково, Маринино и Муравьёво. Одновременно из Сысоевского с/с в Волдынский были переданы селения Кончинино, Малые Дубравки и Спиридово.
14 июня 1954 года Сысоевский с/с был упразднён. При этом его территория была объединена с Волдынским с/с в новый Настасьинский с/с.